# Dbfs
Pour l’article homonyme, voir dBFS.
Dbfs est le nom d'un système de fichiers réseaux (comme NFS) créé par Oracle Corporation, basé sur une base de données.
Côté serveur, il s'agit d'une base de données, côté client, il s'agit d'un driver du système d'exploitation permettant de monter la base sur le système.
Ce système de fichiers est apparu avec la version Oracle 11g.

## Avantages
L'avantage principal de ce système est qu'il hérite de toutes les fonctionnalités de la base de données Oracle.
- il s'agit d'un système de haute disponibilité si la base est en Oracle RAC (en)

## Inconvénients
Les inconvénients majeurs, sont :
- une extrême lenteur comparé aux autres systèmes de fichiers réseaux : les optimisations disques ne profitent aucunement du stockage de fichiers dans une base de données. À titre d'exemple, lister un fichier effectue une requête dans la base de données, la commande ls par exemple n'est pas performante. C'est particulièrement le cas si les applications qui utilisent le système de fichiers ouvrent les fichiers en mode append.
- une administration coûteuse : gestion classique d'une base de données Oracle (gestion des archives logs, ...)
- si les tablespaces sont pleins mais qu'ils sont en autoextend, la commande df retourne un taux de remplissage de 100 %. Il faut alors interroger la base de données pour connaître réellement l'espace disponible.
- en octobre 2010, le système est jeune, malgré plusieurs patches corrigeant certains problèmes de corruption de données, des cas de corruption de données persistent.